# السنغافوريون في ماليزيا
السنغافوريون في ماليزيا يشير إلى الأشخاص الذين يحملون الجنسية السنغافورية أو المنحدرين من أصل سنغافوري الذين يقيمون أو ولدوا في ماليزيا. بلغ عددهم 42474 نسمة في عام 2016، وفقًا لمنظمة الأمم المتحدة منظمة الهجرة الدولية، فهم ثاني أكبر مجتمع من السنغافوريين وراء البحار وراء أستراليا.

## نظرة عامة
عادة ما يكون معظم السنغافوريين المقيمين في ماليزيا مغتربين حيث يتم البحث عن محترفين للحصول على خبرة متخصصة في مختلف الصناعات داخل الدولة. هم عادة عمال الياقات البيضاء مع مناصب في إدارة عليا أو إدارة وسطى داخل الشركات، مثل معظم السكان السنغافوريين يتركزون عادة بالقرب من المراكز الحضرية الكبيرة مثل كوالالمبور، سلاغور، ملقا وجوهر بهرو.
وفقًا لتقديرات عام 2014 من قبل جمعية الرعاية المجتمعية بسنغافورة، هناك حوالي 5000 عائلة سنغافورية تعيش في جوهور. في إطار برنامج ماليزيا بيتي الثاني، اختار المتقاعدون السنغافوريون وبعض السنغافوريين الذين يعملون أو يدرسون في سنغافورة الإقامة في جوهور بسبب انخفاض تكلفة المعيشة ويسمح لهم أيضًا باستيراد سيارة واحدة إلى ماليزيا أو شراء سيارة محلية الصنع بواجب وإعفاءات من ضريبة المبيعات، على الرغم من أن سنغافورة لا يمكنها قيادة السيارات المسجلة في ماليزيا في سنغافورة.